# HD 28322
HD 28322，又名BD+01 755，SAO 111840、HR 1413，是一颗恒星，视星等为6.15，位于銀經192.88，銀緯-30.4，其B1900.0坐标为赤經4h 22m 52.3s，赤緯+1° -30.4′ 7″。